# Cunewalder Wasser
Das Cunewalder Wasser (obersorbisch Kumwałdźanka) ist ein rechtsseitiger Zufluss der oberen Spree gegenüber dem Ortsteil Rodewitz/Spree der Stadt Schirgiswalde-Kirschau im sächsischen Landkreis Bautzen mit einer Länge von zirka elf Kilometern.

## Beschreibung
Der Bach entspringt westlich des Kötzschauer Berges im Lausitzer Bergland und fließt zwischen der Czorneboh-Bergkette und Bieleboh-Bergkette durch ein drei Kilometer breites Tal in westliche Richtung. Das dicht besiedelte Cunewalder Tal bildet die östliche Fortsetzung der Wilthen-Neukircher Talwanne.

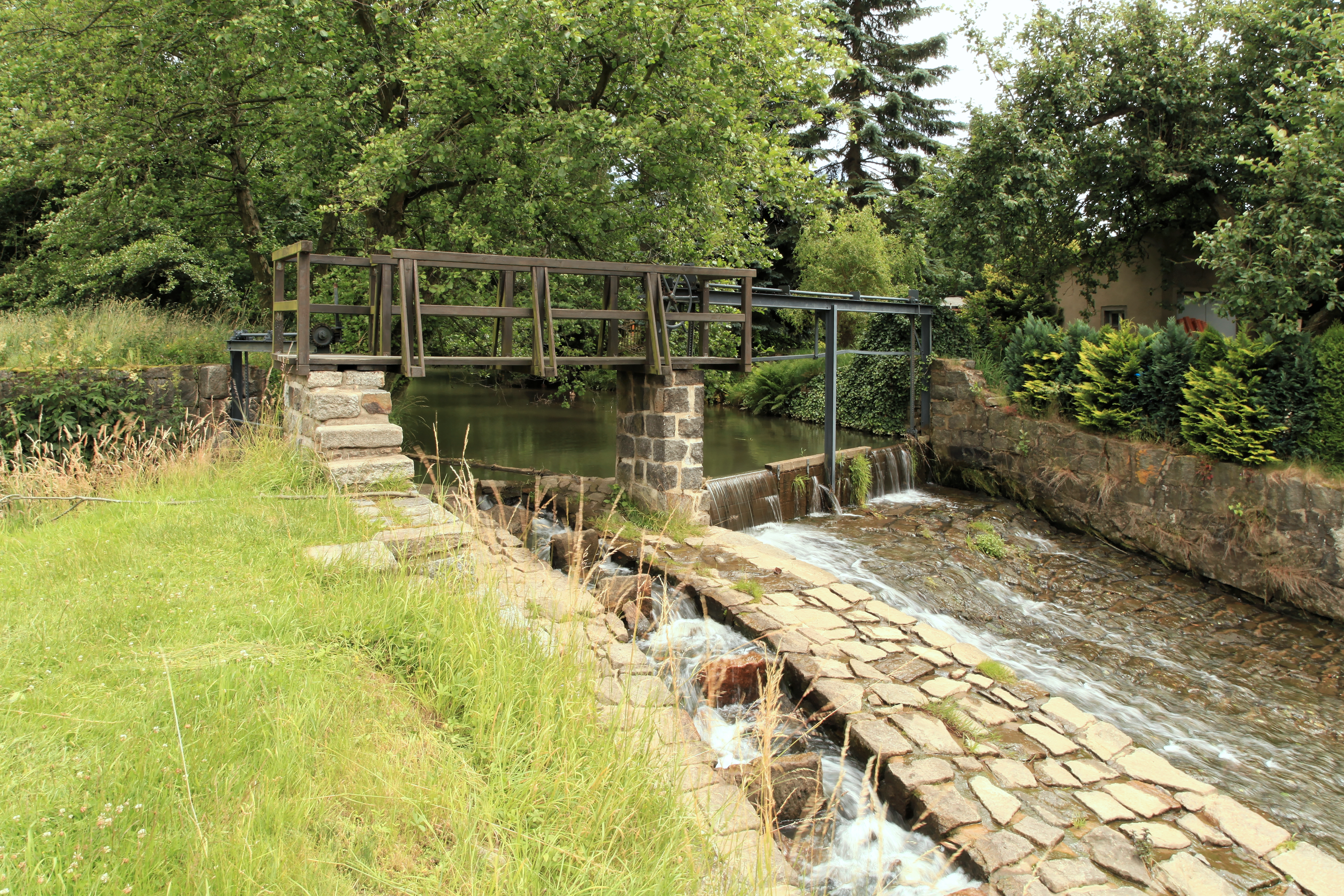
Cunewalder Wasser am Umgebindehaus-Park in Cunewalde

Beiderseits des Cunewalder Wassers reihen sich die Häuser von Cunewalde (mit den Ortslagen Obercunewalde, Mittelcunewalde und Niedercunewalde), Weigsdorf-Köblitz (mit den Ortslagen Weigsdorf und Köblitz), Halbendorf im Gebirge und Suppo aneinander. In Mittelcunewalde durchbricht der ansonsten kaum mäandrierende Bach ein zwischen dem Friedhof über den Hoppeberg bis zum Weinberg streichendes, bis zu 70 m starkes Riff aus grauem Quarz, und weist mehrere Windungen und Engtalstrecken auf. Das Cunewalder Wasser fließt im größten Teil seines Oberlaufes sowie in seinem gesamten Mittellauf in einem ausgebauten Gewässerprofil, es ist durch Ufer- und Straßenstützmauern begrenzt und wird von zahlreichen Brücken und Stegen überquert.
Lediglich in seinem Unterlauf fließt das Gewässer im Offenland an Bederwitz vorbei und mündet gegenüber von Rodewitz/Spree in die Spree.
Zuflüsse sind der Elzebach, der Schönberger Bach, das Butterwasser, das Teilwasser, das Neudorfer Wasser, das Ziegelthaler Wasser und der Kalte Born.
Das Einzugsgebiet des Cunewalder Wassers umfasst ein Gebiet von 32,7 km².

## Jahrhunderthochwasser vom 7. August 2010
Die ersten Augusttage 2010 waren im Lausitzer Bergland niederschlagsreich, so dass die Speicherkapazität der Böden fast ausgeschöpft war. In den Mittagsstunden des 7. August erreichte ein Starkniederschlagsgebiet das Cunewalder Tal. Dabei wurden an diesem Tag in Mittelcunewalde Niederschlagsmengen von 170 mm und in Niedercunewalde von 165 mm gemessen. Insgesamt fielen in diesem Monat über 330 mm Niederschlag, was etwa der durchschnittlichen Halbjahresmenge entspricht. Das Hochwasser wird als einhundertjähriges Ereignis eingeschätzt.
Aus den Waldgebieten schossen große Mengen wild abfließenden Wassers in das Tal und führten, begünstigt durch das starke Gefälle, Schlamm und Geröll mit. Der Wasserstand des Cunewalder Wassers, der im Durchschnitt bei 0,30 m liegt, schwoll rasch bis auf 3,50 m an; auch die Zuflüsse führten bis zu 1,50 m Wasserstand. Verklausungen an Brücken behinderten den Abfluss des Hochwassers und führten zu Rückstauen. Dadurch kam es zur Überschwemmung von Häusern, Gewerbeobjekten, Straßen und Gärten. Wegen des schnellen Anstiegs der Flut war die Cunewalder Freiwillige Feuerwehr, unterstützt von weiteren Einsatzkräften nicht betroffener Gebiete, nur in der Lage einzelne wichtige Objekte, wie Trafostationen, mit Sandsäcken zu schützen und konzentrierte sich auf die Verhinderung von Verklausungen an Brücken und der Umweltgefährdung durch aufschwimmende Öltanks. Die Einschulungsfeier in der Blauen Kugel musste vorzeitig beendet und die Teilnehmer in Sicherheit gebracht werden. Ebenso erfolgte die Evakuierung von fünf Personen, die sich durch die Fluten in Lebensgefahr befanden. Nach dem Abzug des Starkniederschlagsgebiets klang das Hochwasser rasch wieder ab. Das Hochwasser im Cunewalder Tal hinterließ Schäden in Millionenhöhe. Insgesamt waren davon 431 Haushalte betroffen, an der kommunalen Infrastruktur wurden über 200 Schäden erfasst. Dazu gehörten überflutete Häuser, verklauste Brücken, ausgespülte Granitpflaster und Packlager von Straßen (u. a. Staatsstraße S115 Erlenweg und Hauptstraße in Cunewalde).
Im Zuge der Beseitigung der Flutschäden erwarb die Gemeinde Cunewalde drei hochwassergeschädigte Wohnhäuser in Cunewalde (Erlenweg 6, Zur Rabinke 5 und Hauptstraße 73) zum Abriss zwecks Begradigung des Cunewalder Baches und der Ortsdurchfahrtsstraße. In Weigsdorf-Köblitz wird der Abriss zweier Gewerbeimmobilien und eines Teils der Kleingartenanlage als Retentionsraum vorbereitet. Im Dezember 2015 wurden die Sanierungsarbeiten an Bachmauer, Böschungen und Brücken abgeschlossen, die Kosten von 200.000 € trug der Freistaat Sachsen.